# Stikine (fleuve)
Pour l’article homonyme, voir Stikine.
La Stikine (en anglais Stikine River) est un fleuve qui coule dans le nord-ouest de la Colombie-Britannique au Canada et dans le panhandle de l'Alaska aux États-Unis.

## Géographie
La Stikine, longue de 540 km, prend sa source dans le plateau Spatsizi (Spatsizi Plateau) situé dans le nord de la Colombie-Britannique. Son cours trace un large arc de cercle vers le nord à travers des paysages totalement vierges et sauvages et se termine dans l'Alaska Panhandle (la bande étroite qui prolonge l'Alaska le long de la côte). Là, le fleuve se jette dans l'océan Pacifique au milieu de l'archipel Alexandre (Alexander Archipelago en anglais). La Stikine est avec la Skeena et le Fraser l'un des trois seuls cours d'eau qui traversent la Chaîne Côtière permettant ainsi de relier la côte à l'intérieur de la Colombie-Britannique par voie terrestre. Le village de Telegraph Creek est le seul encore habité le long de la Stikine.
La plus grande partie du cours supérieur de la Stikine traverse un canyon spectaculaire qui est devenu un espace protégé de 217 000 hectares, le Stikine River Provincial Park.
Le nom « Stikine » provient d'un mot dans la langue des amérindiens Tlingits qui signifie « rivière ».